# Noel Hyde
Noel Challis Hyde CBE (* 20. November 1910; † 12. September 1987) war ein britischer Luftwaffenoffizier der Royal Air Force, der zuletzt im Range eines Air Commodore zwischen 1960 und 1962 Kommandant des RAF Staff College, Andover war.

## Leben

### Pilotenausbildung und Zweiter Weltkrieg
Hyde begann seine fliegerische Ausbildung am 28. September 1929 an der Flugausbildungsschule No. 5 Flying Training School RAF und war nach Abschluss der Ausbildung am 9. September 1930 Pilot der No. 26 Squadron RAF. Dort wurde er am 13. September 1930 zum Leutnant (Pilot Officer) sowie am 13. März 1931 zum Oberleutnant (Flying Officer) befördert. Am 4. März 1932 wechselte er als Pilot zur No. 208 Squadron RAF und erhielt dort am 13. März 1935 seine Beförderung zum Hauptmann (Flight Lieutenant). Am 14. November 1935 wurde er zunächst Offizier im Stab des Luftwaffendepots im Mittleren Osten und im Anschluss am 15. September 1936 Offizier im Stab des Hauptquartiers der Streitkräfte in Palästina und Transjordanien (British Forces in Palestine and Transjordan).
Am 19. Mai 1937 wurde Hyde Testpilot bei der Flugzeug- und Flugzeugwaffenforschungsanstalt A&AEE (Aeroplane and Armament Experimental Establishment) und wurde in dieser Verwendung am 1. August 1938 zum Major (Squadron Leader) befördert. Im November 1940 übernahm er seinen ersten Befehlsposten, und zwar als Kommandeur (Commanding Officer) der auf dem Militärflugplatz RAF Waddington stationierten No. 207 Squadron RAF. In der Nacht vom 7. zum 8. April 1941 flog er mit einem Bomber vom Typ Avro 679 Manchester zu einem Angriffsflug nach Kiel als sein durch Flakbeschuss Feuer auf der Steuerbordseite fing. Ihm und seiner Crew gelang der Absprung mit dem Fallschirm, während sein Bomber bei Hamburg abstürzte. Daraufhin geriet er in deutsche Kriegsgefangenschaft, die er bis zum Ende des Zweiten Weltkrieges als ranghöchster Offizier der RAF im Offizierslager Warburg (Oflag VI B) verbrachte.

### Nachkriegszeit und Aufstieg zum Air Commodore
Nach Kriegsende fand Hyde unterschiedliche Verwendung und wurde am 1. Oktober 1946 zum Oberstleutnant (Wing Commander) sowie am 1. Juli 1948 zum Oberst (Group Captain) befördert. Des Weiteren wurde er am 30. Januar 1947 für seine Verdienste im Kriegsbericht erwähnt (Mentioned in dispatches). Am 5. September 1949 wurde er Leiter der Nachrichtendienstgruppe im Hauptquartier der 2. Taktischen Luftflotte 2TAF (RAF Second Tactical Air Force). Am 12. Dezember 1950 wurde ihm das Offizierskreuz des US-amerikanischen Legion of Merit verliehen. Anschließend wurde im Dezember 1951 Kommandeur des Luftwaffenstützpunktes RAF Binbrook, ehe er am 21. September 1953 Leiter der Operationsabteilung der RAF Second Tactical Air Force wurde. Zwischenzeitlich wurde er am 1. Juni 1953 zum Commander des Order of the British Empire (CBE) ernannt.
Am 1. Juli 1954 wurde Hyde zum Air Commodore befördert und übernahm am 15. Januar 1956 den Posten als Kommandant (Air Officer Commanding) der Zentralen Flugschule (Central Flying School). Diesen Posten behielt er bis zum 30. Mai 1958 und wurde daraufhin Vertreter der Luftwaffe im Streitkräfterat (Air Force Member Armed Forces Council) der Föderation Malaya. 
Zuletzt wurde Hyde am 30. Oktober 1960 Nachfolger von Air Commodore Eric Nelson als Kommandant des RAF Staff College auf dem Stützpunkt RAF Andover und verblieb in dieser Verwendung, bis er am 24. September 1962 durch Group Captain Charles Willis abgelöst wurde. Am 20. November 1962 schied er aus dem aktiven Militärdienst aus.